# Hauke Berheide
Hauke Jasper Berheide (* 1980 in Duisburg) ist ein deutscher Komponist.

## Leben
Berheide hatte Kompositionsunterricht bei David P. Graham und studierte dann bei Manfred Trojahn und José María Sánchez Verdú.
Konzerte gab er mit den Düsseldorfer Symphonikern, den Hamburger Philharmonikern, den Duisburger Philharmonikern, dem Freiburger Philharmonischen Orchester, dem NDR Sinfonieorchester Hamburg, den Wuppertaler Symphonikern, dem Saarländischen Staatstheater Saarbrücken, den Thüringer Symphonikern, dem Ensemble Modern und dem Auryn Quartett.
Seine Oper Mauerschau mit einem Libretto von Amy Stebbins wurde am 29. Juni 2016 im Rahmen der Münchner Opernfestspiele in der Reithalle München uraufgeführt. Hierfür hat er den Opernfestspielpreis bekommen.

## Auszeichnungen
- Jugend komponiert
- Stipendium zur Teilnahme am VIII. Curso Internacional de Composición Musical (2003)
- Internationaler Wettbewerb des Dresdner Kammerchores (2006)
- De la Romantici la Contemporani (2008)
- Förderpreis des Landes Nordrhein-Westfalen
- Preis "The missing link" des Psychoanalytischen Seminars, Zürich, gemeinsam mit der Psychoanalytikerin Dietmut Niedecken.
- Stipendiat der Villa Massimo (Rome Prize) 2012
- Festspielpreis der Opernfestspiele München 2016
- Förderung der Ernst von Siemens Musikstiftung 2021